# Бібб'яно
Бібб'яно (італ. Bibbiano) — муніципалітет в Італії, у регіоні Емілія-Романья,  провінція Реджо-Емілія.
Бібб'яно розташований на відстані близько 350 км на північний захід від Рима, 75 км на захід від Болоньї, 14 км на захід від Реджо-нелль'Емілії.
Населення — 10 235 осіб (2014).
Щорічний фестиваль відбувається 15 серпня. Покровитель — B.V. dell'Assunta.

## Демографія
Населення за роками:

Станом на 1 січня 2023 року в муніципалітеті офіційно проживали 822 іноземці з 52 країн, серед них 130 громадян країн Євросоюзу та 70 громадян України.

## Сусідні муніципалітети
- Кавріаго
- Монтеккьо-Емілія
- Куаттро-Кастелла
- Реджо-Емілія
- Сан-Поло-д'Енца